# Calyptopora reticulata
Calyptopora reticulata is een hydroïdpoliep uit de familie Stylasteridae. De poliep komt uit het geslacht Calyptopora. Calyptopora reticulata werd in 1968 voor het eerst wetenschappelijk beschreven door Boschma. 